# LSAM
El Lunar Surface Access Module o LSAM, también conocido como Altair, fue una propuesta de módulo de excursión lunar de la nave Orion, desarrollado dentro del programa Constelación. El primer alunizaje tripulado de este módulo estaba previsto para 2018-2020. El LSAM estaría diseñado para alunizar en la superficie lunar con 4 tripulantes a bordo. El alunizaje serviría para montar bases permanentes en la Luna y estar más cerca de ir a Marte. El 1 de febrero de 2010, la administración del Presidente de los Estados Unidos Barack Obama canceló el programa Constelación debido a recortes presupuestarios.